# Mesembryanthemum neofoliosum
Mesembryanthemum neofoliosum är en isörtsväxtart som beskrevs av Klak. Mesembryanthemum neofoliosum ingår i Isörtssläktet som ingår i familjen isörtsväxter. Inga underarter finns listade i Catalogue of Life.